# Teoría de la transformación
El término teoría de la transformación se refiere a un procedimiento y una "imagen" utilizada por Paul Dirac en su primera formulación de la teoría cuántica, alrededor de 1927.
Esta idea de "transformación" se refiere a los cambios que sufre un estado cuántico en el transcurso del tiempo, por lo que su vector "se mueve" entre "posiciones" u "orientaciones" en su espacio de Hilbert. La evolución del tiempo, las transiciones cuánticas y las transformaciones de simetría en la mecánica cuántica pueden verse como la teoría sistemática de las rotaciones abstractas y generalizadas en este espacio de vectores de estado cuánticos.
Permaneciendo en pleno uso hoy en día, se consideraría como un tema en las matemáticas del espacio de Hilbert, aunque, técnicamente hablando, tiene un alcance algo más general. Si bien la terminología recuerda a las rotaciones de vectores en el espacio ordinario, el espacio de Hilbert de un objeto cuántico es más general y mantiene todo su estado cuántico.
Además, el término a veces evoca la dualidad onda-corpúsculo, según la cual una partícula (un objeto físico "pequeño") puede mostrar aspectos de partícula u onda, según la situación de observación. O, de hecho, una variedad de aspectos intermedios, según lo exija la situación.